# Bassin houiller de Selby

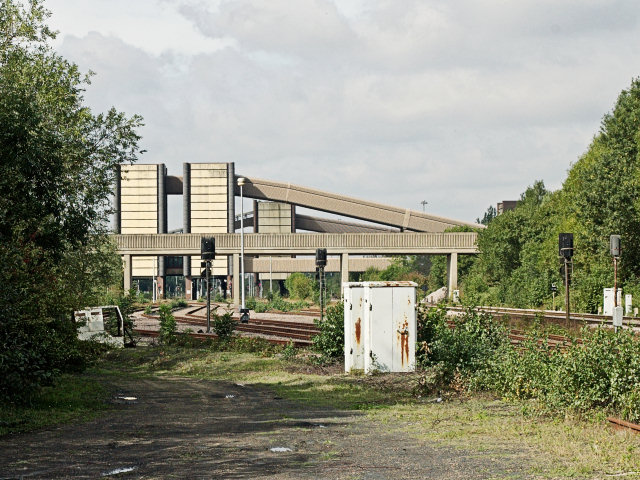
Gascoigne Wood.

Le bassin houiller de Selby, ou complexe de Selby, est un bassin minier localisé au nord de l'Angleterre. Le plus jeune des bassins charbonniers britanniques est situé dans le Val d'York, autour de la petite ville de Selby (Yorkshire du Nord), au nord-est de l'important bassin du Yorkshire-Nottinghamshire-Derbyshire. Il était composé jusqu'à sa fermeture en 2004, de cinq fosses d'extractions reliées, Wistow, Riccall, Whitemoor, Stillingfleet et North Selby. Le charbon était remonté à la surface à la fosse Gascoigne Wood.

## Histoire

### Genèse
En 1973, le Royaume-Uni fut durement touché par le « Premier choc pétrolier ». Le gouvernement travailliste de l’époque et la société nationale National Coal Board, appuyés par le puissant syndicat de mineurs Union Nationale des Mineurs (NUM) décidèrent alors la relance des charbonnages en Grande-Bretagne. Ceux-ci avaient connu une période de déclin continue depuis le milieu des années 1950, dû à la concurrence du pétrole importé du Proche-Orient et de la production nationale de pétrole et de gaz en mer du Nord, ainsi que la perte d‘importants débouchés, comme les chemins de fer. Lors de l’année 1973/1974, la production houillère britannique était, pour la première fois de son histoire, tombée sous la barre des 100 mio. de tonnes (97,1 mio. t). Un ambitieux projet d'extension minière, le second Plan of Coal fut décidé. Ce plan ambitieux, le deuxième après 1950, prévoyait le retour de la houille, comme principale source d’énergie en Grande-Bretagne. 1,4 milliard £ furent investis. La production nationale de charbon devait être augmentée de 42 mio. T, 22 mio. t  par une augmentation de la productivité des fosses existantes et 20 Mio par la construction de nouvelles fosses dans des territoires jusqu’alors inexplorés. Le « complexe de Selby » appartenait à la deuxième partie de ce plan ambitieux, tout comme la construction de trois nouvelles fosses dans le Vale of Belvoir, situé dans le nord-est du Leicestershire, où les réserves furent évaluées à 510 Mio t. Ce projet fut par la suite en partie abandonné, à la suite de l’opposition de groupes locaux. Seule la fosse Asfordby fut construite, près de Melton Mowbray. Une production de 10 mio. t/an était prévue pour le nouveau bassin de Selby. 4 000 mineurs devaient y être employés.

### Construction et extraction
Le bassin de Selby fut inauguré en 1976. La limite nord de l'exploitation minière fut repoussée vers le nord-est. La houille y était extraite dans un filon de sept pieds sous la région rurale du Val d'York. La construction des fosses s’étala de 1977 à 1991 et rencontra la critique des écologistes et des problèmes techniques. Les installations minières furent construites en plein champ, sur une surface totale de 110 miles carrés. Le charbon était extrait dans cinq mines reliées entre elles, Wistow, Riccall, Whitemoor, Stillingfleet et North Selby, puis acheminé par deux tapis (43 000 t/jour en 1991) au puits Gascoigne Wood Drift Mines, où il était remonté à la surface. Le travail de la houille avait également lieu à Gascoigne Wood. Les autres fosses étaient consacrées à la descente du personnel et du matériel.  Le charbon, remonté à la surface à Gascoigne Wood, était en majeure partie acheminé par chemin de fer vers les grandes centrales thermiques de la vallée de l'Aire, Ferrybridge, Eggborough et Drax. Cette dernière fut inaugurée en 1986. La région minière autour de l'autoroute M62 devait devenir un « corridor de l'énergie » (Wehling, 2007). Les autres fosses de la région, dont celle de Kellingley, actuellement une des dernières en activité en Grande-Bretagne, comptaient parmi les plus modernes et rentables du pays.

### De la grande grève des mineurs à la privatisation de l'industrie
La production débuta en 1983, c’est-à-dire bien avant la fin de la construction de tous les puits. Le complexe de Selby fut, comme la plupart des bassins britanniques, touché par la grande grève des mineurs de 1984/1985. Des affrontements entre grévistes et forces de l'ordre eurent notamment lieu à Gascoigne Wood. La production de houille du bassin augmenta rapidement à partir de 1985-1986. Elle atteignit son maximum en 1993-1994 (12, 1 mio. t), alors que beaucoup d'autres fosses avaient déjà été fermées dans le Royaume-Uni et en particulier dans le nord de l'Angleterre. La production charbonnière autour de Selby baissa par la suite de manière continue. La privatisation des compagnies d’électricité, en 1990-1991, fut un grave problème pour les charbonnages anglais. Le charbon britanniques dut, de plus en plus, subir la concurrence du charbon d’importation (15 mio. t en 1994), notamment débarqué dans les ports de l‘Humberside, comme Immingham, situés non loin du bassin du Yorkshire. Les nouvelles centrales électriques eurent de plus en plus recours au gaz de la mer du Nord. Celui-ci était en partie acheminés vers l’estuaire de l’Humber (terminal gazier de Holderness, Immingham).
Jusqu’en 1994, la production des mines de Selby était uniquement destinée à la production d’électricité. Elle fut alors diversifiée (production pour l’industrie et les besoins ménagers). 3700 mineurs étaient employés dans le bassin de Selby en 1995.

### Déclin et fermeture
L'industrie minière (entreprise nationale British Coal) fut  privatisée en 1994 et les fosses acquises par RJB Mining. Dans la deuxième partie des années 1990, les fosses du bassin de Selby furent fusionnées entre elles, Whitemoor avec Riccall et North Selby avec Stillingfleet. La rentabilité du « complexe » baissa rapidement après 1995, même si ses installations minières comptaient parmi les plus rentables d'Angleterre. Bien que les fosses des environs de Selby aient atteint une production de 110 mio. t en 2001, la production tomba à 4,4 millions en 2000. La fermetures des puits fut annoncée en 2002 par RJB Mining, devenu entretemps UK Coal. La production s'arrêta définitivement en 2004.